# محمدآباد سید
محمدآباد سید، روستایی در دهستان عزیزآباد بخش مرکزی شهرستان نرماشیر در استان کرمان ایران است.

## جمعیت
بر پایه سرشماری عمومی نفوس و مسکن در سال ۱۳۹۵، جمعیت این روستا برابر با ۷۶۶ نفر (۲۱۲ خانوار) بوده‌است.